# برزینا (ناحیه فورمر تیشنوف)
برزینا (به چکی: Březina) یک منطقهٔ مسکونی در جمهوری چک است که در ناحیه برنو-تسوونتری واقع شده‌است. برزینا ۳٫۱۹ کیلومتر مربع مساحت و ۲۹۴ نفر جمعیت دارد و ۲۴۷ متر بالاتر از سطح دریا واقع شده‌است.